# Ziya Doğan
Ziya Doğan (ur. 1932, zm. 7 października 2020) – turecki zapaśnik walczący przeważnie w stylu klasycznym. Brązowy medalista mistrzostw świata w 1961. Triumfator igrzysk śródziemnomorskich w 1959 roku.